# General Santander (estación)
La estación intermedia General Santander hace parte del sistema de transporte masivo de Bogotá llamado TransMilenio inaugurado en el año 2000.

## Ubicación
La estación está ubicada en el sur de la ciudad, más específicamente sobre la Autopista Sur entre carreras 50BIS A y 50B. Se accede a ella a través de un puente peatonal ubicado sobre la Carrera 50BIS A.
Atiende la demanda de los barrios Autopista Sur, Escuela General Santander, Villa Mayor Oriental, Villa Mayor, Muzú, Villa Sonia y sus alrededores. En las cercanías se encuentra una estación de servicio ESSO y la Escuela de Cadetes de Policía General Santander.
La estación es la única en la ciudad que se ubica en tres localidades distintas. Esto es porque el estribo del puente peatonal en el costado norte se encuentra en la localidad de Puente Aranda, mientras que el apoyo en el costado sur está sobre la localidad de Tunjuelito. En cuanto a la localidad de Antonio Nariño, se encuentra el módulo en el que bajan y ascienden los usuarios de los servicios alimentadores.

## Origen del nombre
La estación recibe su nombre de la Escuela de Cadetes de Policía General Santander, ubicada en el costado sur.

## Historia
El 1 de julio de 2005 fue inaugurada la fase dos del sistema TransMilenio por la NQS, desde el pulpo (viaducto) de la calle 92 con Autopista Norte hasta la estación Santa Isabel, funcionando esta como cabecera de línea hasta el 15 de septiembre del mismo año, en que fue inaugurada la estación General Santander; quedando la misma como estación final de la línea hasta la inauguración del tramo final que incluía al Portal Sur - JFK Cooperativa Financiera.
A mediados del año 2013 la estación fue modificada para que los buses biartuculados de TransMilenio pudieran detenerse en ambos vagones. En cada uno de los vagones se retiró la persiana metálica que se encontraba en el centro y fue reemplazada por una puerta de vidrio necesaria según la configuración de los buses biarticulados.
Durante el Paro nacional de 2021, la estación sufrió diversos ataques que afectaron de forma considerable las puertas de vidrio y demás infraestructura de la estación, razón por la cual se encontró inoperativa.
En febrero de 2023 se puso en funcionamiento un nuevo vagón al costado sur del retorno operacional que ya existía en el separador central, lo cual generó una nueva distribución de paradas de los buses dentro de la estación. Al nuevo vagón se accede a través de un puente peatonal que conecta con los antiguos vagones sin interrumpir el retorno de los buses troncales.

## Servicios de la estación
En septiembre de 2005, la estación comenzó a funcionar como tipo sencilla, atendiendo servicios troncales (articulados), y a partir del 4 de noviembre de 2006 funciona como estación intermedia, a la cual llegan servicios alimentadores.

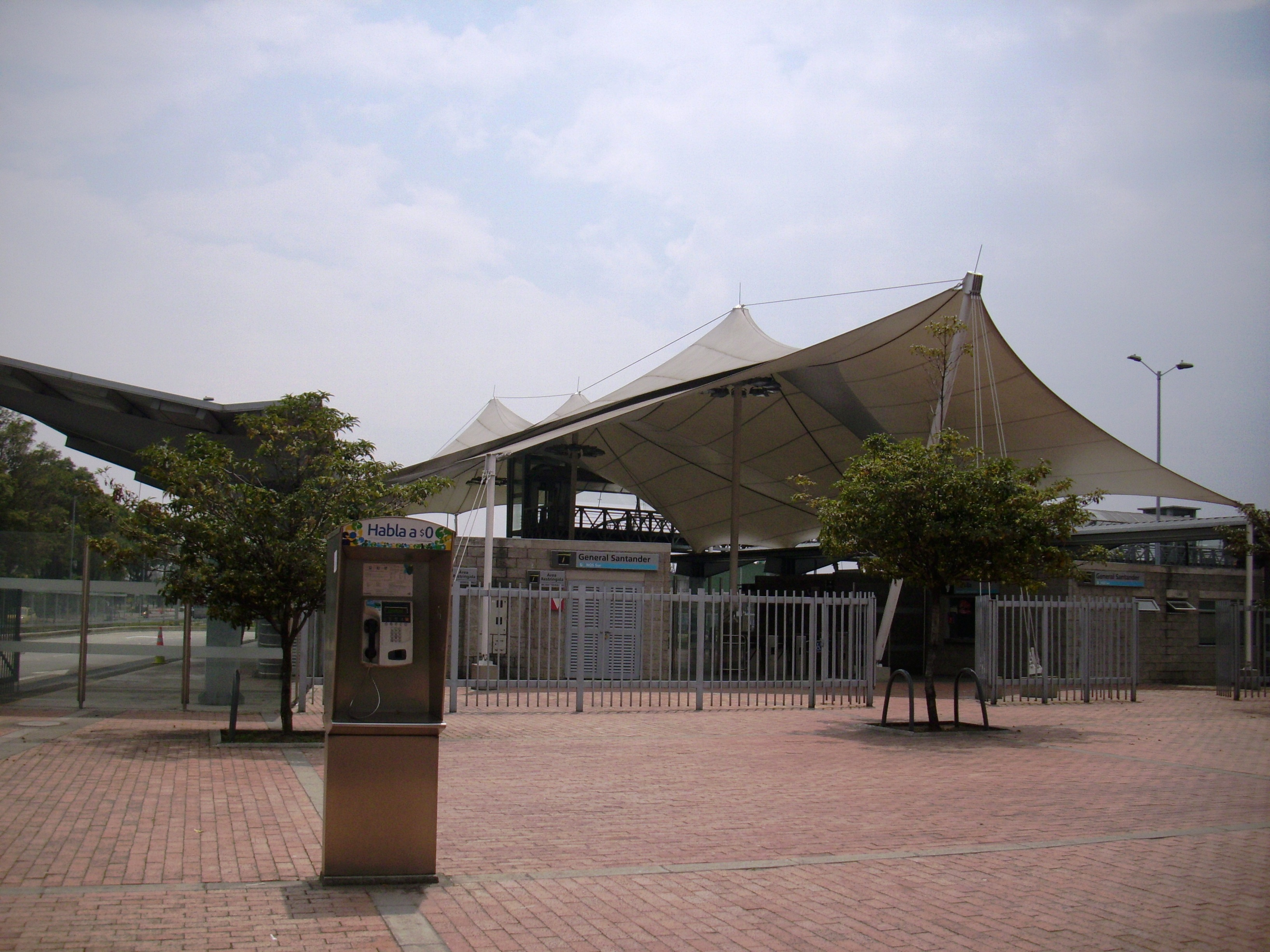
Estación de alimentadores.

La estación cuenta con el servicio de cicloparqueadero para los usuarios.

### Servicios troncales
| Tipo                                                    | Rutas al Norte | Rutas al Oriente | Rutas al Sur | Rutas al Occidente |
| ------------------------------------------------------- | -------------- | ---------------- | ------------ | ------------------ |
| Ruta fácil                                              | 4              |                  | 4            |                    |
| Expresos todos los días todo el día                     | B12 D22        |                  | G12 G22 G43  | K43                |
| Expresos lunes a viernes hora pico de la mañana y tarde | C30            |                  | G30          |                    |
| Expresos lunes a viernes hora pico de la mañana         |                | A52              |              |                    |
| Expresos lunes a viernes hora pico de la tarde          |                |                  | G52          |                    |
| Expresos sábados de 5:00 a. m. a 3:00 p. m.             | C30            |                  | G30          |                    |

### Servicios alimentadores
Así mismo funciona la siguiente ruta alimentadora:
- 12-1 circular al barrio Fátima.

### Servicios urbanos
A la plataforma de alimentadores ingresan 3 rutas circulares del SITP:
- H604 circular al barrio Sierra Morena.[6]
- H632 circular al barrio Villa Gloria.[7]
- H726 circular al barrio Bolonia.[8]

### Esquema
|                | Carrera 50 Bis |                          |                                   |                                   |         |         |         |         |         |         |         |         |
| Puente         |                |                          | Llegada alimentadores y zonales → | Llegada alimentadores y zonales → |         |         |         |         |         |         |         |         |
| Puente         |                |                          |                                   |                                   |         |         |         |         |         |         |         |         |
| Puente         |                | Plataforma alimentadores |                                   |                                   |         |         |         |         |         |         |         |         |
| Puente         |                |                          |                                   | Puente                            |         |         |         |         |         |         |         |         |
| Puente         | H604H632       | 12-1H726                 |                                   |                                   |         |         |         |         |         |         |         |         |
| Puente         | ← Norte        | ← Norte                  | ← Norte                           | ← Norte                           | ← Norte |         |         |         |         |         |         |         |
| Puente         |                |                          |                                   |                                   |         |         |         |         |         |         |         |         |
| Puente         | ← Norte        | ← Norte                  | ← Norte                           | ← Norte                           | ← Norte | ← Norte | ← Norte | ← Norte | ← Norte | ← Norte | ← Norte | ← Norte |
| Puente         |                |                          |                                   |                                   |         |         | B12C30  | 4K43    |         |         |         | A52D22  |
| Puente         |                | Vagón 3                  | Vagón 2                           |                                   | Puente  |         | Vagón 1 |         |         |         |         |         |
| Puente         |                |                          |                                   |                                   | Puente  |         |         |         |         |         |         |         |
| Carrera 50 Bis |                |                          |                                   |                                   |         |         | 4G43    | G12G30  |         |         |         | G22G52  |
| Sur →          |                |                          |                                   |                                   |         |         |         |         |         |         |         |         |

### Servicios urbanos
Así mismo funcionan las siguientes rutas urbanas del SITP en los costados externos a la estación, circulando por los carriles de tráfico mixto sobre la Avenida NQS, con posibilidad de trasbordo usando la tarjeta TuLlave:
| Código | Sector                       | Dirección                   | Rutas                                     |
| ------ | ---------------------------- | --------------------------- | ----------------------------------------- |
| 318A10 | H Estación General Santander | DG 39A Sur - TV 42          | A601A617H639L636 599 C701 P7              |
| 475A10 | H Estación General Santander | DG 46 Sur - KR 50 Bis A     | G543                                      |
| 060A09 | G Estación General Santander | Autopista Sur - KR 50 Bis A | H601H617H636H639H726 579 599 C701 P7 T163 |

## Ubicación geográfica
| Noroeste: Puente Aranda | Norte: F Distrito Grafiti | Nordeste: G NQS Calle 38 A Sur |
| Oeste: G Alquería       |                           | Este: Antonio Nariño           |
| Suroeste: Tunjuelito    | Sur: H Biblioteca         | Sureste: Rafael Uribe Uribe    |